# さそり座カッパ星
さそり座κ星 （さそりざカッパせい）は、さそり座の恒星で2等星。

## 特徴
この恒星は分光連星で、主星はケフェウス座β型変光星である。分光観測により、公転周期は195日と測定された。明るさの変化は、4.80時間、4.93時間である。

## 名称
κ Sco / κ Scorpii。ギルタブ(Girtab)という固有名を持つ。Girtabという名前は、もともとさそり座のκ星、λ星、υ星、ι星からなるアステリズムに与えられたものであった。